# One Museum Place
Le One Museum Place(博华广场) est un gratte-ciel de 250 mètres situé à Shanghai en Chine. Il a été achevé en 2018. 